# Florentina Mosora
Florentina Ioana Mosora vagy Florentina Stan-Mosora (Kolozsvár, 1940. január 7. – Liège, 1996. február 2.) román biofizikus, filmszínésznő.

## Élete
Fiatalkorában filmszínésznőként szerepelt, és figyelmre méltó teljesítményt nyújtott Iurie Darie partnereként a Dragoste la zero grade (1964) című filmben. Játszott a Sub cupola albastră (1962), Post-restant (1961) és Băieţii noştri (1959) című filmekben is.
A Bukaresti Egyetem Fizika Karán végzett biofizika szakon. 1965–1972 között Vasile V. Vasilescu professzor tanársegédeként az orvostudományi kar biofizikai laboratóriumában dolgozott. Laboratóriumi előadásainak tárgya az ingerek továbbítása volt, de a biofizikus hallgatók számára tartott előadásokat a rezonanciáról és a mágneses magrezonanciáról is, különös tekintettel a biofizikai alkalmazásukra. 1972-től a Bukaresti Egyetem Biológia karán adott elő.
Kutatómunkájáért az Agathon de Potter Alapítvány és a Belga Királyi Akadémia az Agathon de Potter díj 1979-1981-es kiadásával tüntették ki. 1989-ben egyik szervezője volt a NATO Biomechanical Transport Processes című rendezvényének. 1990-ben a liège-i egyetemen az oceanográfiai tanszék vezetője lett. Belgiumban a stabil izotópok orvosi felhasználását kutatta. 56 évesen hunyt el Liège-ben.

## Publikációi
- Marcel Lacroix, Florentina Mosora, Micheline Pontus, Pierre Lefebvre, Alfred Luyckx, Gabriel Lopez-Habib: Glucose Naturally Labeled with Carbon-13: Use for Metabolic Studies in Man, Science, Vol. 181, Nr. 4098, 1973, pp. 445-446.
- Lefebvre P, Mosora F, Lacroix M, Luyckx A, Lopez-Habib 0, Duchesne J: Naturally labeled 13-C glucose: metabolic studies in human diabetes and obesity, Diabetes, 1975, 24, 185-9.
- Mosora F, Lefebvre P, Pirnay F, Lacroix M, Luyckx A, Duchesne J: Quantitative evaluation of the oxidation of an exogenous glucose load using naturally labelled 13C-glucose, Metabolism, 1976, 25, 1575-82.
- Ebiner JR, Acheson KJ, Doerner A, Mosora F: Comparison of carbohydrate utilization in man using indirect calorimetry and mass spectrometry after an oral load of 100 g naturally labelled 13-C glucose, Br J Nutr, 1979, 41, 419-29.
- Mosora F, Lacroix M, Luyckx A: Glucose oxidation in relation to the size of the oral glucose loading dose, Metabolism, 1981, 30:1, 143-9.
- Charles Baquey (szerző), Florentina Mosora (szerk.), Colin G. Caro (szerk.), Egon Krause (szerk.), Holger Schmid-Schönbein (szerk.): Biochemical Transport Processes: Workshop Proceedings (NATO Science Series A: Life Sciences), Springer, 1991.
- Jandrain BJ, Pallikaris N, Normand S, Pirnay F, Lacroix M, Mosora F, Pachiaudi C, Gautier JF, Scheen AJ, Riou JP, Lefebvre PJ: Fructose utilization during exercise in men: rapid conversion of ingested fructose to circulating glucose, J Appl Physiol, 1993, 74, 2146–2154.

## Fordítás
- Ez a szócikk részben vagy egészben  a   Florentina Mosora című angol Wikipédia-szócikk ezen változatának fordításán alapul.  Az eredeti cikk szerkesztőit annak laptörténete sorolja fel. Ez a jelzés csupán a megfogalmazás eredetét és a szerzői jogokat jelzi, nem szolgál a cikkben szereplő információk forrásmegjelöléseként.
- Ez a szócikk részben vagy egészben  a   Florentina Mosora című román Wikipédia-szócikk ezen változatának fordításán alapul.  Az eredeti cikk szerkesztőit annak laptörténete sorolja fel. Ez a jelzés csupán a megfogalmazás eredetét és a szerzői jogokat jelzi, nem szolgál a cikkben szereplő információk forrásmegjelöléseként.